# Гайтон (Джорджія)
Гайтон (англ. Guyton) — місто (англ. city) в США, в окрузі Еффінгем штату Джорджія. Населення — 2289 осіб (2020).

## Географія
Гайтон розташований за координатами 32°19′56″ пн. ш. 81°23′25″ зх. д. / 32.33222° пн. ш. 81.39028° зх. д. (32.332270, -81.390385).  За даними Бюро перепису населення США в 2010 році місто мало площу 8,33 км², з яких 8,29 км² — суходіл та 0,04 км² — водойми.

## Демографія
Згідно з переписом 2010 року, у місті мешкали 1684 особи в 562 домогосподарствах у складі 434 родин. Густота населення становила 202 особи/км².  Було 639 помешкань (77/км²).
Расовий склад населення:
| - 61,9 % — білих - 35,7 % — чорних або афроамериканців - 0,4 % — азіатів - 0,1 % — корінних американців |

До двох чи більше рас належало 1,4 %. Частка іспаномовних становила 2,2 % від усіх жителів.
За віковим діапазоном населення розподілялося таким чином: 31,5 % — особи молодші 18 років, 57,9 % — особи у віці 18—64 років, 10,6 % — особи у віці 65 років та старші. Медіана віку мешканця становила 32,6 року. На 100 осіб жіночої статі у місті припадало 91,6 чоловіків;  на 100 жінок у віці від 18 років та старших — 90,7 чоловіків також старших 18 років.
Середній дохід на одне домашнє господарство  становив 56 916 доларів США (медіана — 49 038), а середній дохід на одну сім'ю — 62 977 доларів (медіана — 58 177). За межею бідності перебувало 21,6 % осіб, у тому числі 23,3 % дітей у віці до 18 років та 12,6 % осіб у віці 65 років та старших.
Цивільне працевлаштоване населення становило 788 осіб. Основні галузі зайнятості: освіта, охорона здоров'я та соціальна допомога — 17,9 %, виробництво — 17,4 %, мистецтво, розваги та відпочинок — 16,1 %.